# چشم جغد
بروک آدامو (زاده ۲ ژانویه ۱۹۹۱)، که بیشتر با نام هنری چشم جغد شناخته می‌شود، یک هنرمند ضبط استرالیایی است. او اولین آلبوم استودیویی خود را در آوریل ۲۰۱۳ منتشر کرد که در جدول‌های ای‌آرآی‌ای در رتبه ۲۸ قرار گرفت.
در سال ۲۰۰۸، آدامو با موفقیت برای فصل ششم سریال استرالیایی آیدل تست بازیگری داد. او به فینال رسید و در جایگاه یازدهم قرار گرفت.